# Francisco Tudela
Francisco Antonio Gregorio Tudela van Breugel-Douglas (Lima; 20 de julio de 1955) es un abogado, catedrático, académico y político peruano. Fue primer vicepresidente de la república del Perú durante el tercer gobierno de Alberto Fujimori, desde el 28 de julio hasta su renuncia el 21 de noviembre del 2000, y congresista de la república por Lima en el breve periodo 2000-2001. Fue también ministro de Relaciones Exteriores del Perú de 1995 a 1998 y miembro del Congreso Constituyente Democrático de 1992.

## Biografía
Nació en la ciudad de Lima, el 20 de julio de 1955. Hijo del embajador Felipe Tudela y Barreda y de la neerlandesa Vera van Breugel-Douglas (1929-†). Sus abuelos fueron el también diplomático y primer ministro del Perú Francisco Tudela y Varela, emparentado con diversas figuras políticas, y el barón Casper van Breugel Douglas (1896-1982), primer embajador de los Países Bajos en la Unión Soviética. Tiene ascendencia neerlandesa, rusa y rumana, por parte de su familia materna.
Hizo sus estudios escolares en el antiguo Colegio Maristas de San Isidro, culminando en 1971. Ingresó, en 1973, a la Pontificia Universidad Católica del Perú para seguir estudios de Derecho, llegando a ser profesor de esa casa de estudios. El expresidente de la Federación de Estudiantes en la Universidad Católica, Roberto Rodríguez Rabanal, describió para el diario La República como un político de derecha conservadora cuando desarrollaba y fue imagen de un grupo de postulantes al tercio estudiantil de 1974.
Continuó sus estudios superiores en la Universidad de Navarra (España) y el London School of Economics and Political Science, en donde obtuvo un máster en Derecho Internacional Público y Regulación de Mercados Financieros.
En 1983 fue subdirector del diario Correo de Lima, donde tenía una columna diaria. En 1984 inició sus colaboraciones en la revista Oiga y en el diario Expreso. 
Comentarista internacional, desde 1991, Francisco Tudela se hizo cargo del segmento internacional de la Revista dominical de América TV, canal 4, desde finales de 1992.
Desde 2012 hasta el 2014, fue parte del programa Mira quién habla conducido por Cecilia Valenzuela. En el segmento El mundo con Tudela, emitido por Willax Televisión.
Desde 2018 hasta 2020, fue parte del programa Rey con Barba conducido por los excongresistas Rafael Rey y José Barba Caballero por la señal de Willax Televisión.  Pasándose a llamar, tras su incorporación a la conducción, Rey con Barba y Tudela.

## Vida política
Durante las elecciones generales de 1980, fue secretario del Jurado Departamental de Elecciones de Lima. 

### Congresista constituyente
En las elecciones constituyentes de 1992, Tudela se inicia en la política como candidato al Congreso Constituyente Democrático en la lista de candidatos del partido Renovación Nacional de Rafael Rey. Culminando los procesos, Tudela resultó elegido con 10,392 votos para el periodo 1992-1995. 
Durante su labor, fue vicepresidente de la Comisión de Relaciones Exteriores y miembro de las comisiones de Economía y Defensa. Tudela generó polémica al mostrar su apoyo a la ley de amnistía a favor del Grupo Colina donde argumentó que “debemos olvidar políticamente los pecados individuales en aras del bien de toda la colectividad”.

### Ministro de Relaciones Exteriores
El 28 de julio de 1995, al instaurarse el segundo mandato de Alberto Fujimori, este nombró a Tudela como su nuevo ministro de Relaciones Exteriores en reemplazo de Efraín Goldenberg.
Como canciller, encabezó personalmente las negociaciones de paz con el Ecuador, logrando acordar definitivamente con Ecuador, en Quito, el 23 de febrero de 1996, la posición de esa nación vecina respecto a sus límites con el Perú mediante el intercambio de notas conteniendo los “impasses subsistentes” entre ambos países. Asimismo, logró acordar entre las partes, en Buenos Aires, el 19 de junio de 1996, el rol de los países garantes del Protocolo de Río de Janeiro, el cual se regiría exclusivamente dentro de los términos del tratado. El 29 de octubre de 1996, en Santiago de Chile, acordó con Ecuador y los países garantes que las conversaciones para la demarcación de la frontera peruano-ecuatoriana serían conformes a las cláusulas del Protocolo de Río de janeiro de 1942, reconociéndose así por primera vez desde 1952 la plena validez del tratado de límites peruano-ecuatoriano.
Fue presidente del XXVII Período de Sesiones de la Asamblea General de la OEA en 1997.

#### Secuestro en la Embajada de Japón
Estuvo como rehén en la toma de la residencia del embajador de Japón en la ciudad de Lima entre diciembre de 1996 hasta su liberación en abril de 1997.
Renunció, en julio de 1997, al ministerio, tras la revelación “de una intensa actividad de espionaje telefónico a opositores y gente del Gobierno. Entre estos últimos el propio Tudela”.

### Embajador ante la ONU
En 1999, Tudela reapareció en el régimen de Fujimori y fue nombrado representante permanente del Perú ante la Organización de las Naciones Unidas, desempeñándose en ese cargo y en la presidencia del Grupo Latinoamericano (GRULA) en la ONU hasta el año 2000.

## Primer Vicepresidente y Congresista
Para la convocatoria de las elecciones generales del año 2000, Tudela apoyó la segunda reelección de Alberto Fujimori a la presidencia de la república y luego fue incluido en la fórmula presidencial como candidato a la primera vicepresidencia por la alianza Perú 2000. Durante la campaña presidencial, Tudela intentaba distanciar al régimen de los cuestionamientos del entonces asesor presidencial Vladimiro Montesinos. Incluso, durante el cierre de campaña de Fujimori en la segunda vuelta de las elecciones, Tudela fue polémico al bailar en el estrado «El ritmo del Chino».
Al culminar los comicios, la candidatura de Perú 2000 tuvo éxito con la mayoría de votos pese a los cuestionamientos de un supuesto fraude electoral. El 28 de julio del 2000, Tudela juramentó junto a Ricardo Márquez Flores como vicepresidentes de la república ante el Congreso de la República para el periodo presidencial 2000-2005.
En las mismas elecciones, Tudela también postuló al Congreso por la alianza Perú 2000 y fue elegido congresista de la república, siendo el más votado con 840,943 votos.
En su labor como congresista, ejerció la presidencia de la Comisión de Relaciones Exteriores.

### Renuncia
En septiembre del 2000, la oposición reveló el primer vladivideo, en el cual el entonces asesor presidencial Vladimiro Montesinos entregaba dinero al congresista Alberto Kouri, a cambio de que vote en favor del gobierno y se pasara a las filas de Perú 2000. Tras ello, Fujimori se vio obligado a convocar a nuevas elecciones generales para el año 2001. Posteriormente fuga al Japón, aprovechando una reunión de jefes de Estado en Brunéi, llevando treinta y seis maletas. Renuncia por un fax y permanece como «inextraditable» por su condición de súbdito japonés.
Tras esto, se prevenía la transición a Tudela debido a su cargo de primer vicepresidente. Sin embargo, el 23 de octubre del mismo año, Tudela renunció al cargo en protesta por las condiciones para la realización de las elecciones generales del 2001, que incluían una amnistía para militares y por el regreso al Perú del asesor Vladimiro Montesinos.
La renuncia de Tudela fue debatida en el Congreso de la República finalmente fue aceptada el 21 de noviembre con 103 votos a favor, 3 en contra y una abstención.
El 22 de noviembre de 2000, ante la censura a la entonces presidenta del Congreso Martha Hildebrandt y la renuncia de las vicepresidentas de la Mesa Directiva, Tudela asumió la presidencia del Congreso por decisión de la Junta de Portavoces hasta la elección de los nuevos vicepresidentes, al ser el congresista más votado del partido más votado. Desempeñó el cargo junto a la congresistas Patricia Donayre y Beatriz Alva Hart hasta el 30 de noviembre del 2000.
Luego de la caída de Alberto Fujimori tras su vacancia presidencial y la transición de Valentín Paniagua a la presidencia interina, su mandato congresal de Tudela fue reducido hasta julio del 2001 tras la convocatoria a elecciones generales. Desde entonces, Tudela se retiró de la vida política.

## Regreso a la política
Durante las elecciones generales del 2021, Tudela regresó al ámbito político y decidió formar parte del equipo técnico del candidato presidencial Hernando de Soto por Avanza País. Sin embargo, Tudela renunció al equipo técnico tras el indeciso apoyo de De Soto, a uno u otro candidato, para la segunda vuelta de las elecciones.
Durante la segunda vuelta de las elecciones, Tudela fue nuevamente anunciado como miembro del equipo técnico ampliado de la candidata presidencial de Fuerza Popular, Keiko Fujimori.

## Vida académica
Ha sido profesor de la Pontificia Universidad Católica del Perú, en la cual ha enseñado Derecho Internacional Económico, Relaciones Internacionales y Teoría del Estado Contemporáneo en la maestría de Relaciones Internacionales.
De septiembre de 1997 a septiembre de 1998, fue fellow del Centro Weatherhead de Asuntos Internacionales de la Universidad de Harvard
En 1997, fue nombrado director del Instituto de Estudios Internacionales de la Pontificia Universidad Católica del Perú, cargo que ocupó hasta 2000. 
El 4 de septiembre de 1997, la Universidad Nacional de Piura le confirió el grado de doctor honoris causa por los importantes servicios prestados al Perú como ministro de Relaciones Exteriores. 
En noviembre de 1997, se trasladó a la Universidad de Harvard, en Cambridge, Massachusetts, donde fue visiting scholar en el David Rockefeller Center for Latin American Studies. Al año siguiente fue nombrado fellow del Weatherhead Center for International Affairs de la misma universidad. También fue conferencista en el United States War College, Carlisle Barracks, Pensilvania. 
En 2003, Tudela se mudó a Santiago de Chile, en la cual trabajó como asesor en la reforma de la Universidad Diego Portales. También estuvo asociado al Estudio Ferrada y Coddu. 
Se desempeñó como profesor de Relaciones Internacionales en la Universidad del Desarrollo, de Seguridad y Defensa de la Unión Europea en la Universidad de los Andes y profesor asociado de Derecho Internacional Público en la Pontificia Universidad Católica de Chile. Fue también director del Magíster en Diplomacia en la Universidad Finis Terrae. 
Es miembro de honor de la Academia Chilena de Ciencias Políticas y Morales.

## Televisión
- Pulso, Panamericana Televisión (1985)
- La revista dominical, América Televisión (1992-1994)
- El mundo con Tudela, Willax Televisión (2012-2014)
- Rey con Barba y Tudela, Willax Televisión (2018)
- Geopolítica, TVLibertad (2023-act.)

## Diario
- Diario Correo (1983)
- Expreso (1984)
- Altavoz (2013-2015)
- El Comercio (2021-2022)

## Revista
- Oiga (1984)